# Javlon Ibrohimov
Javlon Ibrohimov (Karshi, 10 dicembre 1990) è un ex calciatore uzbeko, di ruolo centrocampista.

## Carriera

### Club
Ha collezionato oltre 200 presenze nella prima divisione uzbeka con vari club.

### Nazionale
Tra il 2011 ed il 2018 ha giocato otto partite con la nazionale uzbeka.

## Palmarès

### Club

#### Competizioni nazionali
- Campionato uzbeko: 2

Bunyodkor: 2011, 2013
- Coppa dell'Uzbekistan: 2

Bunyodkor: 2012, 2013
- Supercoppa dell'Uzbekistan: 1

Bunyodkor: 2014